# Гейбеланд
Гейбеланд (нід. Gijbeland) — село в нідерландській провінції Південна Голландія. Входить до муніципалітету Моленланден.